# 日本臨床細胞学会
公益社団法人日本臨床細胞学会 (にほんりんしょうさいぼうがっかい、The Japanese Society of Clinical Cytology)は、事務局を東京都千代田区神田駿河台2-11-1
駿河台サンライズビル3F(2009年6月現在)におく医学系の学会。日本医学会加盟。

## 概要
臨床細胞学の研究や細胞診検体の細胞診断を推進する医学系の学会である。1961年設立。細胞診専門医の認定、細胞検査士の認定を行う。現在は多くの細胞診断が本学会が認定する細胞検査士と細胞診専門医の連携によって実施されている。
- 医師会員4334名(学会認定細胞診専門医2369名)。技師会員6631名(学会認定細胞検査士6490名)。[1]
- 理事長　佐藤之俊。(2020年6月現在)